# نایدن‌فلس
نایدنفلس (به آلمانی: Neidenfels) یک شهر در آلمان است که در باد دورکهایم واقع شده‌است. نایدنفلس ۹۳۴ نفر جمعیت دارد.